# Anarchita
Anarchita is een geslacht van rechtvleugeligen uit de familie Pyrgomorphidae. De wetenschappelijke naam van dit geslacht is voor het eerst geldig gepubliceerd in 1904 door Bolívar.

## Soorten
Het geslacht Anarchita  is monotypisch en omvat slechts de volgende soort:
- Anarchita aptera (Bolívar, 1902)